# Lista över järnvägarnas elsystem
De mer använda systemen är i fetstil.

## Likström
- Likström 180 V: Siemens spårvagn Berlin 1881-1891
- Likström 220 V: Flera tidiga industribanor, till exempel Boxholms bruk
- Likström 500-550 V: (enstaka spårvägar)
- Likström 600-750 V
  - Strömförsörjning med kontaktledning: praktiskt taget alla spårvägar inkl snabbspårvägar, exempelvis i Tyskland Stuttgart, Köln-Bonn, Frankfurt am Main, med flera, spårvägarna i Göteborg, Stockholm, Norrköping
  - Strömförsörjning med strömskena: Metro North Railroad Co (Hudson & Harlem Line, USA), järnvägar i södra England, ett flertal lokala pendeltåg
  - Praktiskt taget alla tunnelbanor med strömskena inkl Stockholm
- Likström 800-1 000 V
  - Strömförsörjning med kontaktledning: Några mindre banor i Österrike och i Schweiz. Saltsjöbanan har 900 V, en tid 750 V, innan dess 1 500 V, beroende på vilka vagntyper man kört
  - Strömförsörjning med strömskena: Pendeltågen (S-Bahn) i Berlin
- Likström 1 200-1 350 V
  - Strömförsörjning med kontaktledning: till 1985 KBE, Kuba (FdeC), Spanien (Mallorca). Domodossola-Locarno (1 350 V). Förr på Grubenbahn i kolgruvorna i Niederlausitz
  - Strömförsörjning med strömskena: Pendeltågen (S-Bahn) i Hamburg
- Likström 1 500 V: Detta är en vanlig spänningsnivå för många järnvägar och finns i bland annat Nederländerna, Frankrike, Spanien, Danmark (endast S-tåg runt Köpenhamn), Indien, Irland, Japan, Schweiz (några smalspårsbanor), Spanien, USA (banor runt Chicago), Australien samt på Roslagsbanan. Även på Saltsjöbanan fram till 1976 (då ändrat till 750 V, ursprungligen 1 350 V)
- Likström 2400 V: Arbetsbana för Lausitz brun-kol AG, Chur-Arosa Bahn (Schweiz) fram till 1997
- Likström 3 000 V: En vanlig spänningsnivå i Polen, Belgien, Italien (förutom Sardinien), Brasilien, Chile, Nordkorea, Ryssland, Slovenien, Slovakien, Spanien, Sydafrika, Tjeckien, Ukraina. Konvertering till 25 000 V 50 Hz har gjorts på många håll, och mer är planerat.

## Växelström
- Trefas Växelström 750 volt, 50 Hz: Gornergratbahn (Schweiz) (dubbel kontaktledning)
- Trefas Växelström 1 125 volt, 50 Hz:  Jungfraubahn (Schweiz) (dubbel kontaktledning)
- Trefas Växelström 3 600 V, 16 ⅔ Hz: mellan 1912 och 1976 i norra Italien (dubbel kontaktledning)
- Enfas Växelström  6 250 V, 50 Hz: Industrijärnväg för Rheinbraun AG
- Enfas Växelström 6 300 V, 25 Hz: Mariazeller Bahn (smalspårsbana i Österrike)
- Enfas Växelström 11 000 V, 16 ⅔ Hz: Smalspårsbanor i Schweiz
- Enfas Växelström 11 000 V, 60 Hz: Metro North Railroad CO i USA
- Enfas Växelström 12 000 V, 25 Hz: Några banor runt New York i USA
- Enfas Växelström 12 000 V, 60 Hz: New Jersey i USA
- Trefas Växelström 10 000 V, 50 Hz: Provdrift mellan Zossen och Marienfelde 1901-1904 (trippel kontaktledning)
- Enfas Växelström 15 000 V, 16 ⅔ Hz eller 16,7 Hz: sedan 1912 är detta standardkontaktledningsspänningen i Sverige, Tyskland, Österrike, Norge och Schweiz (Tyskland, Österrike och Schweiz bytte från 16 ⅔ Hz till 16,7 Hz år 1995, medan Sverige och Norge behöll 16 ⅔ Hz)
- Enfas Växelström 20 000 V, 50 Hz: Höllentalbahn, Tyskland, mellan 1933 och 1960, och vissa sträckor i Japan
- Enfas Växelström 20 000 V, 60 Hz: vissa sträckor i Japan
- Enfas Växelström 25 000 V, 50 Hz: Detta är en standard som ökar. De flesta nybyggen av huvudlinjer får denna spänning och en del likströmsbanor byggs om till denna: Australien (har fortfarande mest diesel), Bosnien och Hercegovina, Bulgarien, Danmark, Grekland, Finland, Frankrike, Indien,  Iran, Japan (Shinkansen i östra Japan), Kina, Kroatien, Luxemburg, Nederländerna (nya huvudbanor), Nordmakedonien, Nya Zeeland, Portugal, Rumänien, Ryssland, Serbien, Slovakien, Storbritannien, Spanien, Sydkorea, Sydafrika, Tjeckien, Turkiet, Ukraina, Ungern
- Enfas Växelström 25 000 V, 60 Hz: New Jersey i USA, Japan (Shinkansen i västra Japan)
- Enfas Växelström 50 000 V, 50 Hz: Sishen - Saldanha i Sydafrika (22 000 tons tåg med järnmalm)
- Enfas Växelström 50 000 V, 60 Hz: Lake Powell, Arizona, USA (koltransport)